# Nuno Morais (atleta)
Nuno Morais (25 de abril de 1923 – 2 de setembro de 1986) foi um velocista português. Ele competiu nos 100 metros masculinos nos Jogos Olímpicos de Verão de 1948.